# Maestro generale dell'Ordine dei predicatori
Il maestro generale dell'Ordine dei predicatori è la maggiore autorità dell'Ordine religioso fondato da san Domenico di Guzmán. Viene eletto democraticamente nell'ambito dei capitoli generali che ogni nove anni si tengono in sessione deliberativa ed elettiva.
Il consesso che provvede alla sua scelta è formato dagli ex generali dell'ordine (se sono in vita e in grado di partecipare), da tutti i priori e definitori provinciali (o da un loro vicario, se essi non possono essere presenti o la carica è vacante) e da altri delegati provenienti da ogni provincia.
Attualmente il maestro dura in carica nove anni e non è rieleggibile; in qualità di superiore religioso gli è dovuto voto di obbedienza e il suo mandato, che comincia immediatamente dopo l'elezione, gli conferisce una vasta autorità effettiva - a differenza che in altri ordini - anche se in merito alla maggior parte delle materie, e soprattutto a quelle più importanti, governa e decide con l'ausilio della curia generalizia, che presiede così come convoca e presiede i capitoli generali in sola funzione deliberativa, che si tengono ogni tre anni.

## Storia
Il primo maestro generale fu proprio il fondatore dell'ordine, che però ricevette formalmente questo titolo solo nel 1221, durante il capitolo celebratosi in Bologna poco prima della sua scomparsa; il primo maestro a rappresentare ufficialmente una provincia fu San Raimondo di Peñafort.
Fra i maestri dell'ordine si possono annoverare due santi, sette beati e un papa, oltre a numerosi venerabili, servi di Dio, cardinali e vescovi. L'attuale maestro generale è il filippino fra' Gerard Francisco Timoner, eletto durante il capitolo generale convocato a Biên Hòa nel 2019.
Ancora nel 1583, la dicitura latina per gli imprimatur delle autorità episcopali sui libri sacri, è la seguente: Praed. humilis Generalis, magister & servus. Il titolo rinvia alla concezione del Servus servorum Dei applicato ai vescovi-fra i quali il Pontefice stesso in quanto Vescovo di Roma-, e ai consacrati domenicani equiparati alle autorità episcopali.

## Maestri generali dell'Ordine
- Domenico di Guzmán (1216-1221)
- Giordano di Sassonia (1222-1237)
- Raimondo di Peñafort (1238-1240)
- Giovanni di Wildeshausen (1241-1252)
- Umberto di Romans (1254-1263)
- Giovanni da Vercelli (1264-1283)
- Munio di Zamora (1285-1291)
- Stefano di Besançon (1292-1294)
- Niccolò Boccasini (1296-1298)
- Alberto di Chiavari (1300)
- Bernardo di Jusix (1301-1303)
- Amerigo di Piacenza (1304-1311)
- Berengario di Landorra (1312-1317)
- Hervé de Nédellec (1318-1323)
- Barnaba Cagnoli (1324-1332)
- Hugh de Vaucemain (1333-1341)
- Gerard de Daumar(1342-1343)
- Pierre de Baume (1343-1345)
- Garin de Gy (1346-1348)
- Jean de Moulins (1349-1350)
- Simon de Langres (1352-1366)
- Elias Raymond (1367-1380)
- Raimondo da Capua (1380-1399)
- Tommaso Paccaroni (1401-1414)
- Leonardo Dati (1414-1425)
- Barthélémy Texier (1426-1449)
- Pierre Rochin (1450)
- Guy Flamochet (1451)
- Marcial Auribelli (1453-1462)
- Corrado di Asti (1462-1465)
- Marcial Auribelli (1465-1473)
- Leonardo Mansueti (1474-1480)
- Salvo Cassetta (1481-1483)
- Bartolomeo Comazzi (1484-1485)
- Barnaba Sansoni (1486)
- Gioacchino Torriani (1487-1500)
- Vincenzo Bandello (1501-1506)
- Jean Clérée (1507)
- Tommaso De Vio (1508-1518)
- Juan García Loaysa (1518-1524)
- Francesco Silvestri (1525-1528)
- Paolo Butigella (1530-1531)
- Jean du Feynier (1532-1538)
- Agostino Recuperati (1539-1540)
- Alberto de las Casas (1542-1544)
- Francesco Romeo (1546-1552)
- Stefano Usodimare (1553-1557)
- Vincenzo Giustiniani (1558-1570)
- Serafino Cavalli (1571-1578)
- Paolo Constabile (1580-1582)
- Sisto Fabri (1583-1589)
- Ippolito Maria Beccaria (1589-1600)
- Jerónimo Xavierre (1601-1607)
- Agostino Galamini (1608-1612)
- Serafino Secchi (1612-1628)
- Niccolò Ridolfi (1629-1642)
- Domenico Gravina (1642-        )[3]
- Tommaso Turco (1644-1649)
- Giovanni Battista de Marinis (1650-1669)
- Juan Tomás de Rocaberti (1670-1677)
- Antonio de Monroy (1677-1686)
- Antonin Cloche (1686-1720)
- Agostino Pipia (1721-1725)
- Tomás Ripoll (1725-1747)
- Antonin Bremond (1748-1755)
- Juan Tomás de Boxadors y Sureda de San Martín (1756-1777)
- Baltasar de Quiñones (1777-1798)
- Pio Giuseppe Gaddi (1798-1819)
- Joaquín Briz (1825-1831)
- Francesco Ferdinando Jabalot (1832-1834)
- Benedetto Maurizio Olivieri (1834-1835)
- Tommaso Giacinto Cipolletti (1835-1838)
- Angelo Ancarani (1838-1844)
- Vincenzo Ajello (1844-1850)
- Vincent Jandel (1850-1872)
- Giuseppe M. Sanvito (1873-1879)
- José Maria Larroca (1879-1891)
- Andreas Frühwirth (1891-1904)
- Hyacinthe Marie Cormier (1904-1916)
- Ludwig Theissling (1916-1925)
- Buenaventura García de Paredes (1926-1929)
- Martin Gillet (1929-1946)
- Manuel Suárez (1946-1954)
- Michael Browne (1955-1962)
- Aniceto Fernández Alonso (1962-1974)
- Vincent de Couesnongle (1974-1983)
- Damian Byrne (1983-1992)
- Timothy Radcliffe (1992-2001)
- Carlos Azpiroz Costa (2001-2010)
- Bruno Cadoré (2010-2019)
- Gerard Francisco Timoner (2019-in carica)